# 佐藤清治
佐藤 清治（さとう きよはる、1981年5月28日 - ）は、長野県佐久市出身の日本の元陸上競技選手（主に中距離種目）である。

## 経歴
もともとは短距離選手だったが、中距離に才能を見出された。佐久市立浅間中学校在学中から全国大会に出場するなど、名は馳せていた。
1997年4月、当時は県内でも無名でまだ駅伝の強化を図りつつあった佐久長聖高校に入学。高校1年（1997年）でインターハイ1500m優勝、日本高校記録を更新するなど、めざましい勢いで成長していき、800m、1500m、3000m、5000mの4種目で高校記録を更新していった。1500mは高校3年時（1999年）で日本記録（当時）まで0秒25まで迫り、日本陸上競技選手権大会1500mで優勝していることから、当時低迷していた中距離種目に光をさすこととなる。同じく高校3年時（1999年）には世界陸上選手権セビリア大会男子1500mに出場し、予選2組10位で3分45秒72（予選落ち）の結果を残した。1500mの高校男子日本記録は、2021年に佐藤圭汰が更新するまで、22年間破られなかった。
駅伝でもその実力をいかんなく発揮し、当時長野県高校駅伝を席巻していた東海三高と上伊那農高との勝負に勝ち抜いて、佐久長聖が強豪校となる礎を築いた。
全国高校駅伝では2年時（1998年・第49回）に2区（3km）で、7分55秒の区間新記録を樹立した。しかもこの時は、猛暑のバンコク・アジア大会1500mに出場し、4位入賞で帰国した直後であった。3年時（1999年）には、大会前に目を負傷しながらも同駅伝7区（5km）を14分04秒で走り、区間賞獲得。先頭を走る西脇工業の野々村が何度も後ろを振り返り、佐藤の位置を確認していた。結果1位仙台育英、2位西脇工業、3位佐久長聖。まさにスーパー高校生であった。当時、高校駅伝部監督だった両角速（現・東海大学陸上競技部駅伝監督）が、後に指導することになった上野裕一郎、佐藤悠基、村澤明伸、大迫傑等の実力ランナーを差し置いて、「100年に1人の逸材」と言わしめる存在であった。
本来は800m - 1500mが専門の中距離選手だが、100m走を10秒台後半で走れる能力があった。レースがラストスパートでの勝負になった時、他の日本人選手はまず歯が立たなかったといわれる。3000m以上の長距離走種目でも好成績を残すなど、練習によって培ったスタミナと適応性を持っていたが、スタミナよりもスピードが重視される800m - 1500m中距離走との両立が難しいため、本人は高校卒業以降は中距離走に専念したい考えであった。陸上関係者の間でも、長きに渡って低迷してきた日本の中距離走競技に現れた世界と戦える逸材という期待が大きく、佐藤は中距離走に専念させるべきと言う声が多かった。高校時代はがっちりした骨格、筋系を持っていたが、腰痛に悩まされた。
2000年4月、順天堂大学に入学。大学進学後も、「箱根駅伝には出場しない」との条件や、総監督である澤木啓祐の「指導者人生の集大成を佐藤に賭ける」といった発言もあり、800m - 5000mをこなせる中長距離選手に育成予定だった。入学直後の関東インカレ（男子1部）800mと1500mでの2冠優勝など華々しいデビューを飾った。しかし中距離選手としての育成と同時に、先の「箱根駅伝には出場しない」という条件にもかかわらず駅伝メンバーとともに北海道合宿で40km走に取り組まされた。
結果、大学1年秋以降は故障を何度も繰り返し、大きな実績を残せないまま陸上部を退部し、2004年3月に順天堂大学を卒業。当時の佐久長聖高校監督の両角は激怒し、佐久長聖を退任するまで順天堂大学への推薦枠を取り消したとされる。
大学卒業後は陸上競技から離れていた時期があったが、トヨタ紡織陸上部の監督である亀鷹律良の「高校時代から注目していた。高校卒業後からうちに入社してほしいと思っていた。もう1度練習をすれば世界を目指せる」といった熱心な勧誘もあり、2004年秋頃にトヨタ紡織へ入社かつ同社陸上部に入部し競技復帰して練習を再開した。 しかし太りやすい体質・上がらないモチベーションなど、第一線復帰には程遠い状態が続き、結局はわずか約半年後の2005年春頃に同社陸上部を退部かつ退社し、そのまま陸上競技界から現役引退となった。